# Adaukta
Adaukta – imię żeńskie pochodzenia łacińskiego. Męska wersja imienia Adaukt. 